# Trolejbusová doprava v Arnhemu

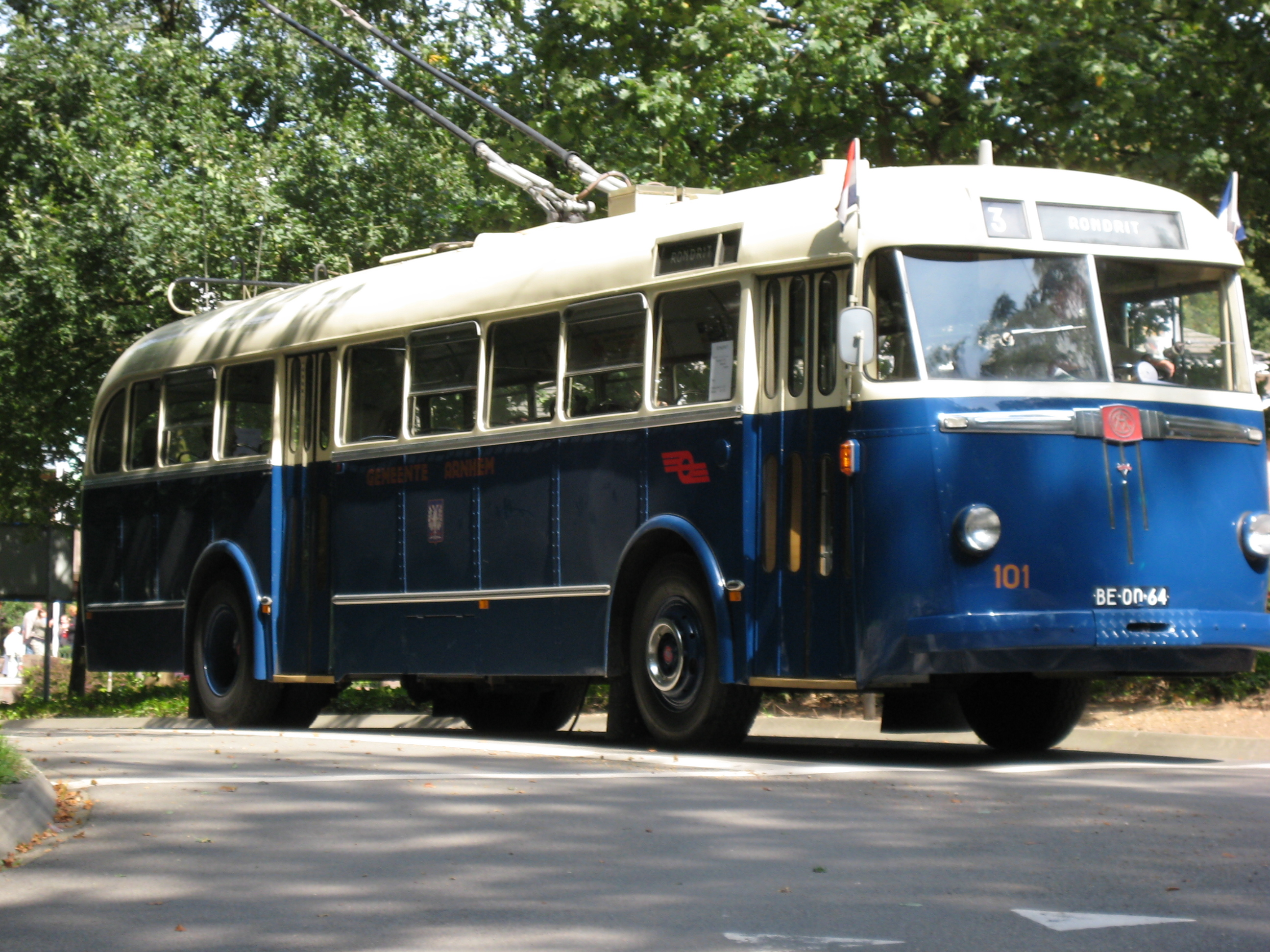
Historický trolejbus z roku 1949 na konečné u městské zoo

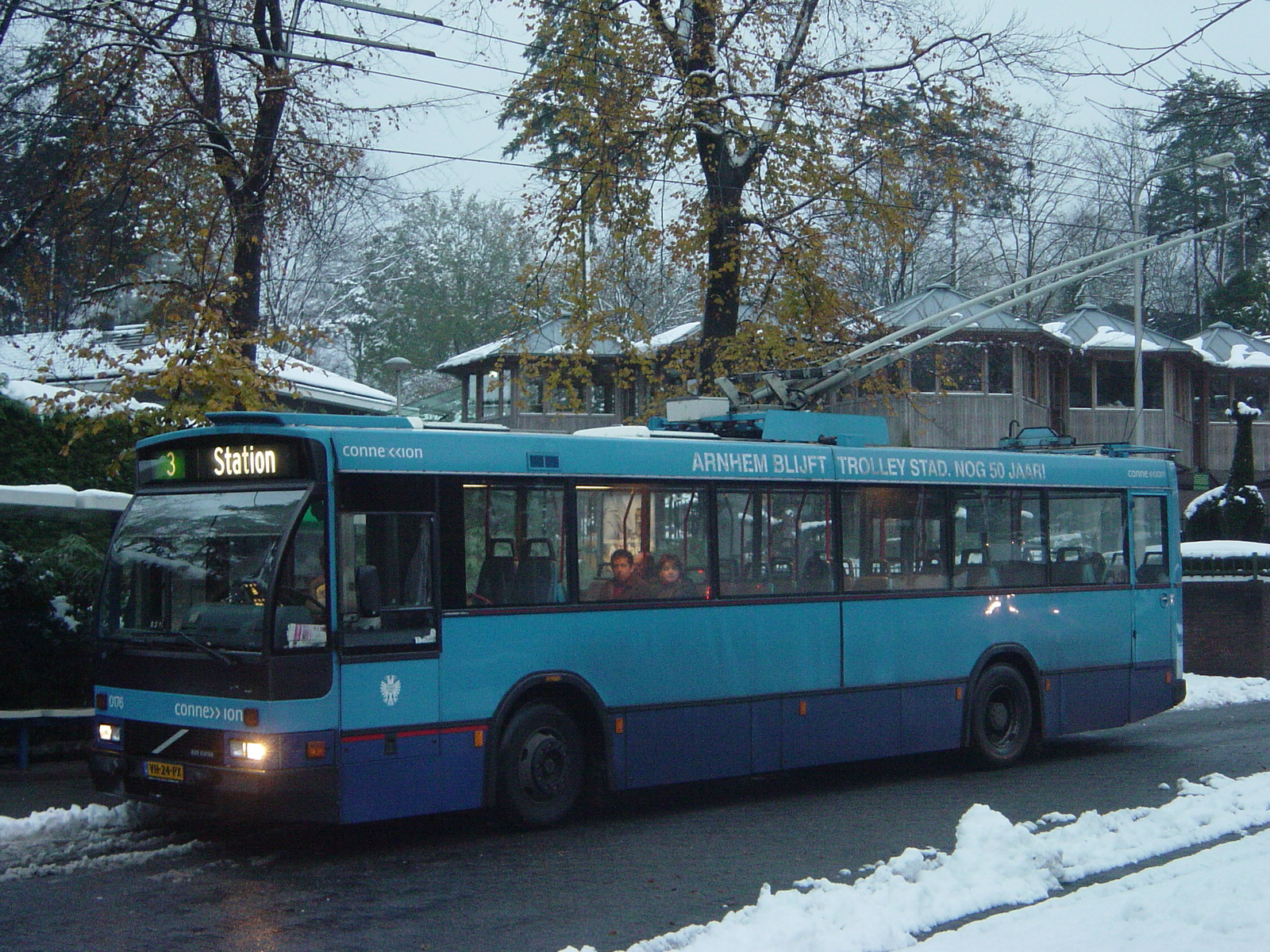
Arnhemský trolejbus Den Oudsten/Volvo B88

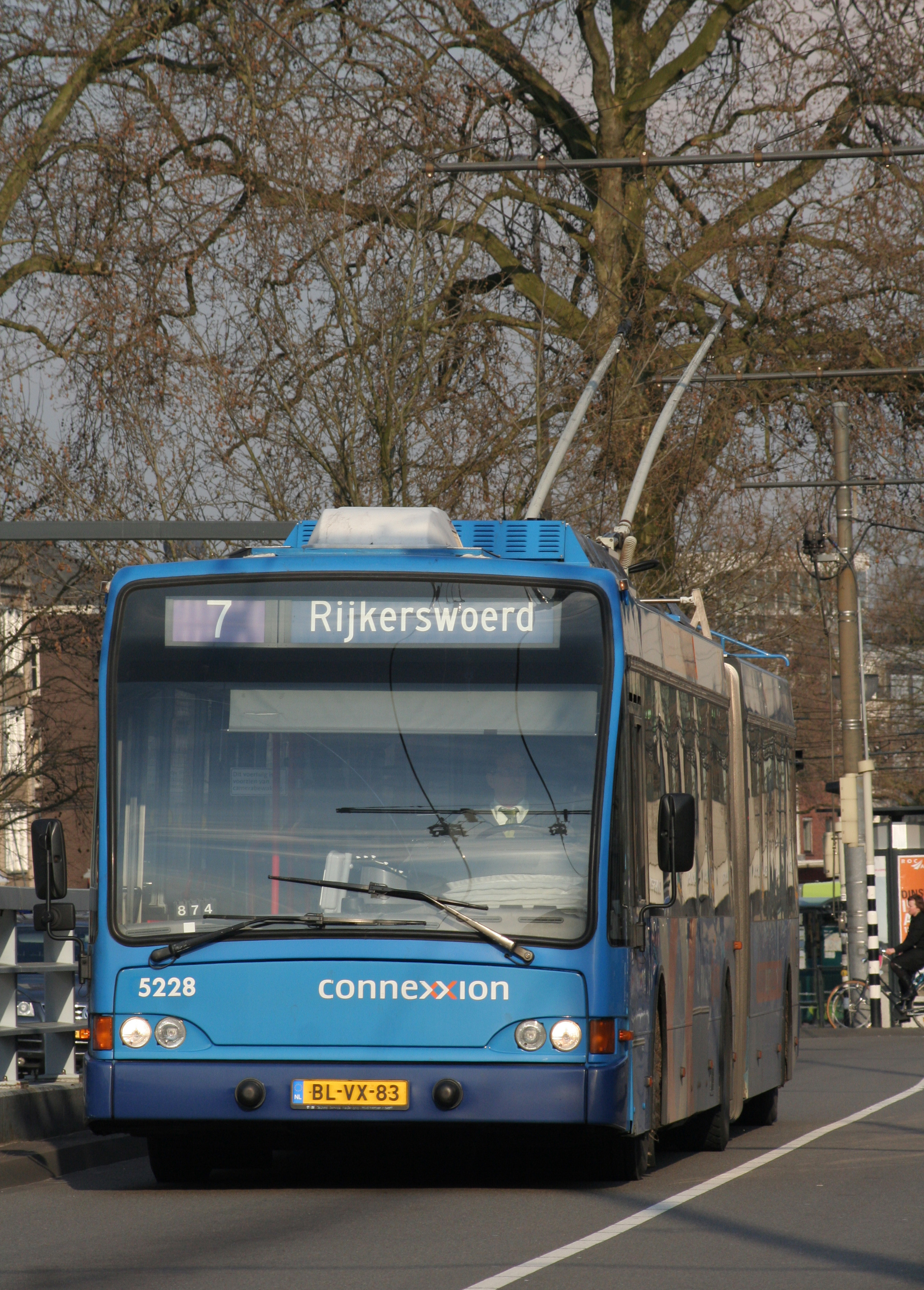
Kloubový nízkopodlažní trolejbus Berkhof Premier AT 18 v arnhemských ulicích

Ve městě Arnhem je v provozu jediná nizozemská trolejbusová síť.

## Historie
Již ve třicátých letech 20. století chystala společnost Gemeente Electrische Tram Arnhem (GETA; místní dopravní podnik, který v Arnhemu od roku 1911 provozoval tramvaje) plány na stavbu trolejbusové sítě, které ale nebyly uskutečněny. Během druhé světové války byla tramvajová síť (stejně jako celé město) zničena a bylo rozhodnuto o její náhradě právě trolejbusy. GETA změnila jméno na Gemeente Vervoersbedrijf Arnhem (GVA) a po stavbě první trati byla 5. září 1949 slavnostně uvedena do provozu první trolejbusová linka vedoucí z Arnhemu do blízkého města Velp. V následujících letech byly otevřeny další tratě (např. do Oosterbeeku, Malburgenu, Alteveeru nebo Hoogkampu).
Na konci 60. let a začátkem 70. let 20. století byla trolejbusová doprava páteří arnhemské MHD. Přesto bylo nedávno zrealizované prodloužení tratě z konečné 't Broek do Presikhaafu uzavřeno (v roce 1970). Další rušení tratí ale nepokračovalo, naopak ve druhé polovině 70. let došlo k otevření dvou prodloužení stávajících linek (do Alteveeru a do Het Duifje). Také v dalším desetiletí byla zprovozněna nová trať (1984 do De Laar-Westu). Roku 1990 byla postavena odbočka k městské zoo.

## Současnost
V roce 1999 převzala provoz arnhemských trolejbusů společnost Connexxion, která provozuje MHD a taxislužbu po celém Nizozemsku. Vzhledem k tomu, že trolejbusy jsou nosným prostředkem MHD, schválilo město program Trolley 2000, jehož cílem jsou velké investice právě do elektrické nekolejové trakce. V roce 2002 bylo linkové vedení zcela přeorganizováno (v současnosti je v provozu šest linek na síti o celkové délce přesahující 50 km), na začátku 21. století také došlo k nákupu nových moderních, nízkopodlažních trolejbusů typu Berkhof Premier AT 18. Kromě nich jsou v provozu také nízkopodlažní vozy Van Hool AG 300 T z druhé poloviny 90. let a také několik trolejbusů Volvo ze začátku 90. let. Vozový park celkem čítá přibližně 40 vozidel.
V Arnhemu jsou také zachovány čtyři historické trolejbusy.